# Gare de Lessines
La gare de Lessines est une gare ferroviaire belge de la ligne 90, de Denderleeuw à Jurbise. Elle est située à proximité du centre de la ville de Lessines dans la province de Hainaut en Région wallonne.
Elle est mise en service en 1855 par la Compagnie du chemin de fer de Dendre-et-Waes et de Bruxelles vers Gand par Alost qui confie son exploitation à l’administration des chemins de fer de l'État Belge. C’est une gare de la Société nationale des chemins de fer belges (SNCB) desservie par des trains Omnibus (L) et d’Heure de pointe (P).

## Situation ferroviaire
Établie à 22 mètres d’altitude, la gare de Lessines est située au point kilométrique (PK) 28,500 de la ligne 90, de Denderleeuw à Jurbise, entre les gares d’Acren et de Houraing.
Ancienne gare de bifurcation, Lessines est également située au PK 50,1 de la ligne 87, de Tournai à Bassilly, entre les gares d'Ogy (s'intercale la halte de Ghoy) et d'Ollignies (s'intercale la halte de Lessines-Carrières). La ligne 87 est fermée et désaffectée, à part le tronçon entre Lessines et Ollignies.

## Histoire
La station de Lessines est mise en service le 9 avril 1855 par l’administration des chemins de fer de l'État belge lorsqu'elle ouvre à l'exploitation (service voyageurs) la section de Grammont à Ath de l'actuelle ligne 90 suivant la convention signée avec la Compagnie du chemin de fer de Dendre-et-Waes et de Bruxelles vers Gand par Alost concessionnaire.
Elle dispose d’un bâtiment construit à partir des plans de l’architecte Jean-Pierre Cluysenaar.
Elle devient une gare de bifurcation le 17 juillet 1880, avec la mise en service de la section de Renaix à Lessines de l'actuelle ligne 87, puis de son prolongement vers Flobecq le 5 juin 1882.
En 2010, le bâtiment en mauvais état est fermé et le guichet se trouve à proximité dans un conteneur. Lors du conseil communal du mois de janvier 2012, la SNCB-Holding indique qu’elle n’est pas opposée à une réaffectation de la gare, si la municipalité propose un projet dans ce sens. Le bâtiment est vétuste et l’équipe municipale ne semble pas voir d’autre issue que sa destruction ; la SNCB envisageant de construire un petit bâtiment à la place.
Un accord est finalement passé entre la commune et la SNCB visant à réaffecter une partie du bâtiment à destination du monde associatif et conserver à l’usage des voyageurs la salle d’attente et le guichet. À cette occasion, le bâtiment a bénéficié d'un ravalement de façade et d’une rénovation de ses intérieurs.

## Service des voyageurs

### Accueil
Gare SNCB, elle dispose d’un bâtiment voyageurs, avec un guichet fermé depuis 2021. Elle dispose d'automate pour l'achat de titres de transport. Des aménagements, équipements et services sont à la disposition des personnes à la mobilité réduite.

### Desserte
Lessines est desservie par des trains Omnibus (L) et heure de pointe (P), sur la relation Grammont - Ath - Mons,.
En semaine, la gare est desservie par  des trains L entre Mouscron - Grammont via Ath et Mons, toutes les heures, renforcés par trois trains P de Grammont à Ath, le matin ; deux d'Ath à Grammont (un le vers midi, un l'après-midi) et un train P de Mons à Grammont (l’après-midi).
Les week-ends et les jours fériés, Grammont est uniquement desservie par les trains L Quévy - Mons - Grammont circulant toutes les heures.

### Intermodalité
Un parc pour les vélos et un parking pour les véhicules y sont aménagés. Des bus desservent un arrêt situé à proximité.

## Comptage voyageurs
Ce graphique et tableau montre le nombre de voyageurs embarquant en moyenne durant la semaine, le samedi et le dimanche.
| Nombre de passagers qui embarquent à la gare de Lessines | Nombre de passagers qui embarquent à la gare de Lessines | Nombre de passagers qui embarquent à la gare de Lessines | Nombre de passagers qui embarquent à la gare de Lessines |
|                                                          | Semaine                                                  | Samedi                                                   | Dimanche                                                 |
| -------------------------------------------------------- | -------------------------------------------------------- | -------------------------------------------------------- | -------------------------------------------------------- |
| 1977                                                     | 1 348                                                    | 274                                                      | 184                                                      |
| 1978                                                     | 1 239                                                    | 250                                                      | 196                                                      |
| 1979                                                     | 1 108                                                    | 236                                                      | 155                                                      |
| 1980                                                     | 1 105                                                    | 219                                                      | 172                                                      |
| 1981                                                     | 1 238                                                    | 215                                                      | 122                                                      |
| 1982                                                     | 1 093                                                    | 216                                                      | 157                                                      |
| 1983                                                     | 1 199                                                    | 191                                                      | 196                                                      |
| 1984                                                     | 885                                                      | 121                                                      | 125                                                      |
| 1985                                                     | 911                                                      | 150                                                      | 143                                                      |
| 1986                                                     | 984                                                      | 105                                                      | 121                                                      |
| 1987                                                     | 907                                                      | 115                                                      | 125                                                      |
| 1988                                                     | 809                                                      | 124                                                      | 135                                                      |
| 1989                                                     | 1 003                                                    | 197                                                      | 180                                                      |
| 1990                                                     | 1 002                                                    | 282                                                      | 219                                                      |
| 1991                                                     | 945                                                      | 310                                                      | 229                                                      |
| 1992                                                     | 1 070                                                    | 315                                                      | 225                                                      |
| 1993                                                     | 1 044                                                    | 318                                                      | 189                                                      |
| 1994                                                     | 836                                                      | 183                                                      | 151                                                      |
| 1995                                                     | 880                                                      | 164                                                      | 120                                                      |
| 1996                                                     | 967                                                      | 191                                                      | 110                                                      |
| 1997                                                     | 899                                                      | 183                                                      | 130                                                      |
| 1998                                                     | 826                                                      | 164                                                      | 138                                                      |
| 1999                                                     | 732                                                      | 150                                                      | 120                                                      |
| 2000                                                     | 816                                                      | 170                                                      | 160                                                      |
| 2001                                                     | 790                                                      | 165                                                      | 144                                                      |
| 2002                                                     | 615                                                      | 176                                                      | 109                                                      |
| 2003                                                     | 855                                                      | 196                                                      | 164                                                      |
| 2004                                                     | 699                                                      | 164                                                      | 128                                                      |
| 2005                                                     | 736                                                      | 180                                                      | 126                                                      |
| 2006                                                     | 833                                                      | 184                                                      | 144                                                      |
| 2007                                                     | 833                                                      | 219                                                      | 140                                                      |
| 2008                                                     | -                                                        | -                                                        | -                                                        |
| 2009                                                     | 787                                                      | 164                                                      | 131                                                      |
| 2010                                                     | -                                                        | -                                                        | -                                                        |
| 2011                                                     | -                                                        | -                                                        | -                                                        |
| 2012                                                     | 689                                                      | 156                                                      | 122                                                      |
| 2013                                                     | 784                                                      | 149                                                      | 104                                                      |
| 2014                                                     | 748                                                      | 145                                                      | 157                                                      |
| 2015                                                     | 747                                                      | 150                                                      | 137                                                      |
| 2016                                                     | 549                                                      | 145                                                      | 118                                                      |
| 2017                                                     | 598                                                      | 163                                                      | 112                                                      |
| 2018                                                     | 600                                                      | 259                                                      | 171                                                      |
| 2019                                                     | 629                                                      | 174                                                      | 134                                                      |
| 2020                                                     | 499                                                      | 234                                                      | 154                                                      |
| 2021                                                     | -                                                        | -                                                        | -                                                        |
| 2022                                                     | 741                                                      | 290                                                      | 219                                                      |
| 2023                                                     | 681                                                      | 345                                                      | 265                                                      |
| 2024                                                     | 634                                                      | 216                                                      | 240                                                      |

## Service des marchandises
La gare de Lessines était autrefois raccordée directement à plusieurs carrières de porphyre qui expédiaient leur production (notamment des pavés) par chemin de fer.
La gare dispose de l’infrastructure et du personnel permettant la réception de trains de marchandises sur les voies 4 à 9 du faisceau A.